# New Orleans Bowl 2017
Match précédent Match suivant
Le R+L Carriers New Orleans Bowl 2017 est un match de football américain de niveau universitaire joué après la saison régulière de 2017, le 16 décembre 2017 au Mercedes-Benz Superdome de La Nouvelle-Orléans dans l'état de Louisiane.
Il s'agit de la 17e édition du New Orleans Bowl.
Le match met en présence les équipes des Trojans de Troy issus de la Sun Belt Conference et des Mean Green de North Texas issus de la  Conference USA.
Il débute à 13 heures locales et est retransmis en télévision sur ESPN.
Sponsorisé par la société R+L Carriers (en), le match est officiellement dénommé le R+L Carriers New Orleans Bowl 2017.
Troy gagne le match sur le score de 60 à 30.

## Présentation du match
| Équipes                      | Conférences | Entraîneurs   | Stats. saison rég. | Classements avant le bowl CFP-AP-Coaches |
| ---------------------------- | ----------- | ------------- | ------------------ | ---------------------------------------- |
| Trojans de Troy              | Sun         | Neal Brown    | 10–2               | NC                                       |
| Mean Green de North Texas    | C-USA       | Seth Littrell | 9-4                | NC                                       |
| Arbitre : David Alvarez (MW) |             |               |                    |                                          |

Il s'agit de la 11e rencontre entre ces deux équipes, Troy menant les statistiques avec 8 victoires et 2 défaites. Ces deux équipes ont fait partie de la même conférence (la Sun Belt) de 2004 à 2012, année où North Texas a rejoint la Conference USA.
| Nombre de rencontre | Victoires Troy | Victoires North Texas | Nuls | Date dernier match | Résultat     |
| ------------------- | -------------- | --------------------- | ---- | ------------------ | ------------ |
| 10                  | 8              | 2                     | 0    | 2012               | Troy, 14 à 7 |

### Trojans de Troy
Avec un bilan global en saison régulière de 10 victoires et 2 défaites, Troy est éligible et accepte l'invitation pour participer au New Orleans Bowl de 2017.
Ils terminent 1er de la Sun Belt Conference avec un bilan en match intra-conférence de 7 victoires et 1 défaites.
À l'issue de la saison 2017, ils n'apparaissent pas dans les classements CFP , AP et Coaches.
Il s'agit de leur 4e participation au New Orleans Bowl. Ils avaient gagné les éditions de 2006 et 2010.
| Dates            | Saisons | Adversaires   | Scores      | Victoires - Défaites |
| ---------------- | ------- | ------------- | ----------- | -------------------- |
| 22 décembre 2006 | 2006    | Rice          | 41-17       | V : 1 - 0            |
| 21 décembre 2008 | 2008    | Southern Miss | 30-27 (2ET) | D : 1 - 1            |
| 18 décembre 2010 | 2010    | Ohio          | 48-21       | V : 2 - 1            |

### Mean Green de North Texas
Avec un bilan global en saison régulière de 9 victoires et 4 défaites, North Texas est éligible et accepte l'invitation pour participer au New Orleans Bowl de 2017.
Ils terminent 1er de la West Division de la Conference USA, avec un bilan en division de 7 victoires et 1 défaite.
À l'issue de la saison 2017 ,ils n'apparaissent pas dans les classements CFP , AP et Coaches.
Il s'agit de leur 5e participation au New Orleans Bowl (1 victoire pour 3 défaites).
| Dates             | Saisons | Adversaires    | Scores | Victoires - Défaites |
| ----------------- | ------- | -------------- | ------ | -------------------- |
| 1er décembre 2001 | 2001    | Colorado State | 45-20  | D : 0 - 1            |
| 17 décembre 2002  | 2002    | Cincinnati     | 24-19  | V : 1 - 1            |
| 16 décembre 2003  | 2003    | Memphis        | 27-17  | D : 1 - 2            |
| 2 décembre 2004   | 2004    | Southern Miss  | 14-31  | D : 1 - 3            |

## Résumé du match
| QT          | Temps       | Drive       | Drive       | Drive       | Équipe      | Description de l'action | Score | Score |
| QT          | Temps       | Jeux        | Yards       | TDP         | Équipe      | Description de l'action | TROY  | NT    |
| ----------- | ----------- | ----------- | ----------- | ----------- | ----------- | --- | ----- | ----- |
| 1           | 10:55       | 9           | 80          | 04:05       | TROY        | TD à la suite d'une course d'1 yard par RB Josh Anderson + 1 point de conversion par K Tyler Sumpter                                          | 7     | 0     |
| 1           | 09:31       | 3           | 14          | 00:47       | TROY        | TD à la suite d'une course de 2 yards par RB Josh Anderson + 2 points à la suite d'une passe réceptionnée dans l'en-but                       | 15    | 0     |
| 1           | 00:55       | 11          | 75          | 04:07       | NT          | TD de 12 yards par WR Rico Bussey, Jr. à la suite d'une réception de passe de QB Mason Fine + 1 point de conversion par K Trevor Moore        | 15    | 7     |
| 2           | 14:24       | 5           | 81          | 01:31       | TROY        | TD de 7 yards par WR Damion Willis à la suite d'une réception de passe de QB Brandon Silvers + 1 point de conversion par K Tyler Sumpter      | 22    | 7     |
| 2           | 05:49       | -           | -           | -           | NT          | TD à la suite d'un fumble recouvert et retourné sur 56 yards par LB Colton McDonald mais la tentative de conversion à 2 points échoue         | 22    | 13    |
| 2           | 00:49       | 6           | 41          | 01:34       | NT          | TD de 13 yards par WR Michael Lawrence à la suite d'une réception de passe de QB Mason Fine + 1 point de conversion par K Trevor Moore        | 22    | 20    |
| 3           | 13:33       | 3           | 27          | 00:48       | TROY        | TD à la suite d'une course de 1 yard par QB Brandon Silvers + 1 point de conversion par K Tyler Sumpter                                       | 29    | 20    |
| 3           | 10:28       | 5           | 92          | 02:04       | TROY        | TD de 59 yards par WR Tevaris McCormick à la suite d'une réception de passe de QB Brandon Silvers + 1 point de conversion par K Tyler Sumpter | 36    | 20    |
| 3           | 04:26       | 13          | 59          | 06:02       | NT          | FG de 24 yards par K Trevor Moore | 36    | 23    |
| 3           | 02:02       | 2           | 13          | 00:31       | TROY        | TD de 20 yards par WR John Johnson à la suite d'une réception de passe de QB Brandon Silvers + 1 point de conversion par K Tyler Sumpter      | 43    | 23    |
| 4           | 04:07       | 4           | 47          | 01:58       | TROY        | TD de 10 yards par WR Damion Willis à la suite d'une réception de passe de QB Brandon Silvers + 1 point de conversion par K Tyler Sumpter     | 50    | 23    |
| 4           | 00:28       | 8           | 60          | 03:39       | NT          | TD de 17 yards par WR Turner Smiley à la suite d'une réception de passe de QB Mason Fine + 1 point de conversion par K Trevor Moore           | 50    | 30    |
| Score final | Score final | Score final | Score final | Score final | Score final | Score final | 50    | 30    |

## Statistiques
| Statistiques par équipe                |                           |                           |
| Statistiques                           | TROY                      | NT                        |
| 1er down                               | 21                        | 21                        |
| 1er down à la course                   | 5                         | 2                         |
| 1er down à la passe                    | 13                        | 16                        |
| 1er down suite pénalité                | 3                         | 3                         |
| Conversion de 3e down                  | 5/11                      | 5/17                      |
| Conversion de 4e down                  | 0/0                       | 3/6                       |
| Jeux–yards                             | 69 jeux pour 435 yards    | 79 jeux pour 295 yards    |
| Yards à la course                      | 38 courses pour 130 yards | 25 courses pour - 8 yards |
| Yards à la passe                       | 305                       | 303                       |
| Passes : Réussies-Tentées-Interceptées | 24/31, 1 int.             | 30/54, 2 int.             |
| Réussite en zone rouge/chances         | 6/6                       | 4/5                       |
| TD                                     | 7                         | 4                         |
| Field Goals                            | 0/0                       | 1/1                       |
| Sacks (Nombre-Yards gagnés)            | 6 pour 59 yards           | 1 pour 8 yards            |
| Fumbles (Nombre/Perdus)                | 1/1                       | 4/3                       |
| Pénalités (Nombre/Yards perdus)        | 8/80                      | 7/66                      |
| Temps de possession                    | 29:33                     | 30:27                     |

| Meilleur joueur (MVP) |        |       |
| Nom                   | Équipe | Poste |
| Brandon Silvers       | Troy   | QB    |

| Statistiques individuelles |                   |                                                                |
| Quaterbacks                |                   |                                                                |
| TROY                       | Silvers, Brandon  | 24/31, 1 interception, 305 yards, 4 TDs, 1 sack subi           |
| NT                         | Fine, Mason       | 30/54,2 interceptions, 303 yards, 3 TDs, 6 sacks subis         |
| Meilleurs coureurs         |                   |                                                                |
| TROY                       | Anderson, Josh    | 22 courses pour 113 yards nets gagnés, 2 TDs, 5.1 yards/course |
| NT                         | Johnson, Evan     | 6 courses pour 26 yards nets gagnés, 0 TD, 4.3 yards/course    |
| Meilleurs receveurs        |                   |                                                                |
| TROY                       | Willis, Damion    | 11 réceptions pour 135 yards, 2 TDs                            |
| NT                         | Lawrence, Michael | 6 réceptions pour 70 yards, 1 TD                               |
| Meilleurs tackleurs        |                   |                                                                |
| TROY                       | Rookard, Cedarius | 6 tacle en solo et 3 assistes                                  |
| NT                         | McClain, Kishawn  | 7 tacle en solo, 1 assiste et 1 interception                   |